# Longueville (Seine-et-Marne)
Longueville ist eine französische Gemeinde mit 1.802 Einwohnern (Stand: 1. Januar 2022) im Département Seine-et-Marne in der Region Île-de-France. Sie gehört zum Arrondissement Provins und zum Kanton Provins.
Die Einwohner werden Longuevillois genannt.

## Geographie
Longueville liegt etwa 76 Kilometer ostsüdöstlich von Paris am Fluss Voulzie. An der südöstlichen Gemeindegrenze verläuft das Flüsschen Ruisseau des Méances.

### Nachbargemeinden
Umgeben ist Longueville von den Gemeinden Saint-Loup-de-Naud im Norden und Nordwesten, Sainte-Colombe im Nordosten, Soisy-Bouy im Osten, Chalmaison im Süden und Südosten, Jutigny im Süden sowie Savins im Westen.

## Bevölkerungsentwicklung
| Jahr      | 1962 | 1968 | 1975 | 1982 | 1990 | 1999 | 2006 | 2012 |
| Einwohner | 1179 | 1407 | 1437 | 1463 | 1488 | 1692 | 1634 | 1785 |

## Verkehr
Der Bahnhof liegt an der Bahnstrecke Paris–Mulhouse.

## Sehenswürdigkeiten
- Schloss Lourps und die Kirche Saint-Menge aus dem 13. Jahrhundert, Monument historique
- Eisenbahnmuseum mit Ringlokschuppen (Monument historique)

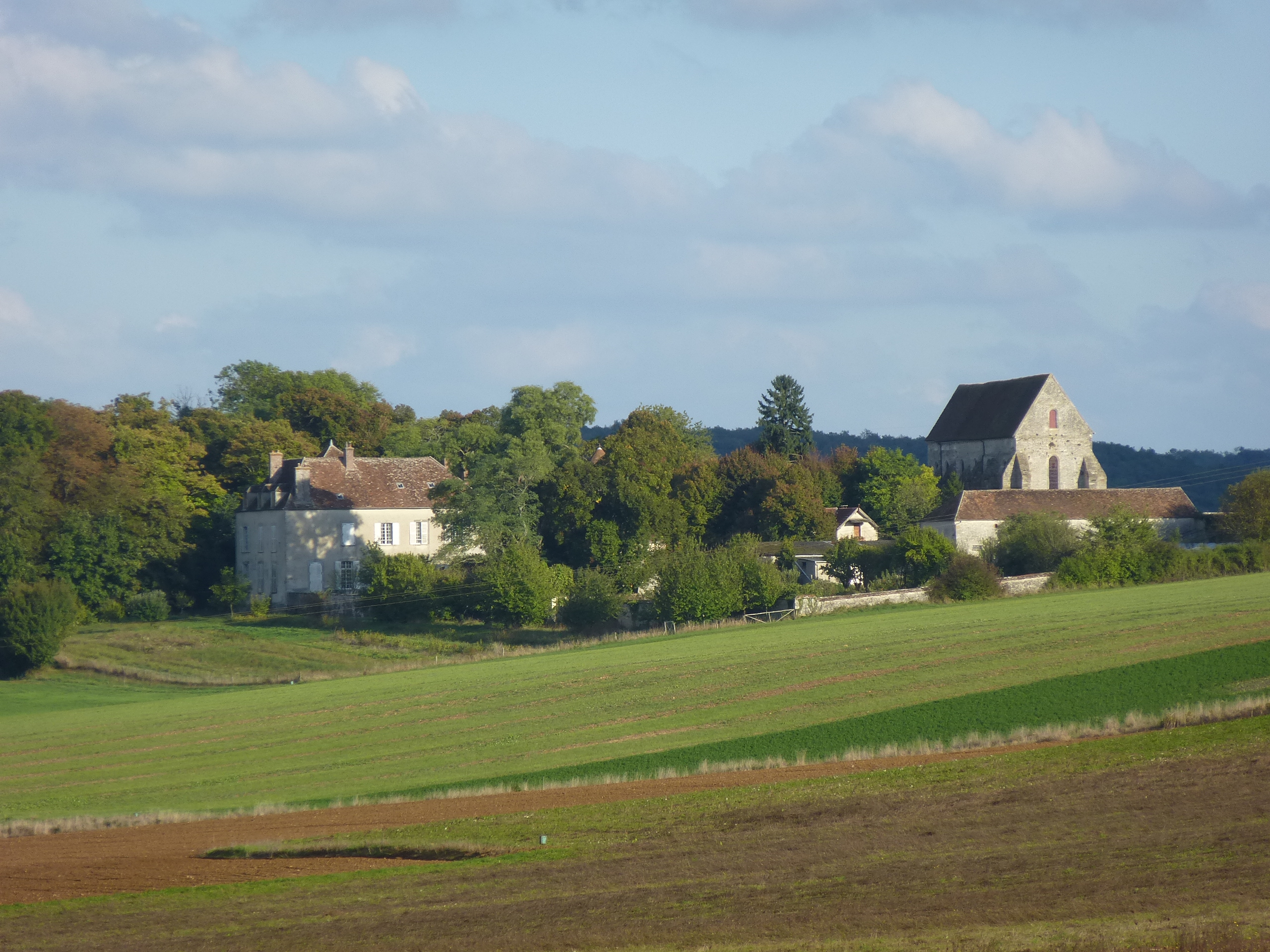
Schloss Lourps mit Kirche Saint-Menge

- Brunnen Saint-Edme